# 格林希爾鎮區 (密蘇里州韋伯斯特縣)
格林希爾鎮區（英語：Green Hill Township）是位於美國密蘇里州韋伯斯特縣的一個行政鎮區。

## 地方資料
格林希爾鎮區的面積為80.90平方千米，當中陸地面積為80.80平方千米，而水域面積為0.10平方千米。根據2020年美國人口普查的數據，當地共有人口1329人，而人口密度為每平方千米16.43人。